# St.-Annen-Kirche (Hackpfüffel)

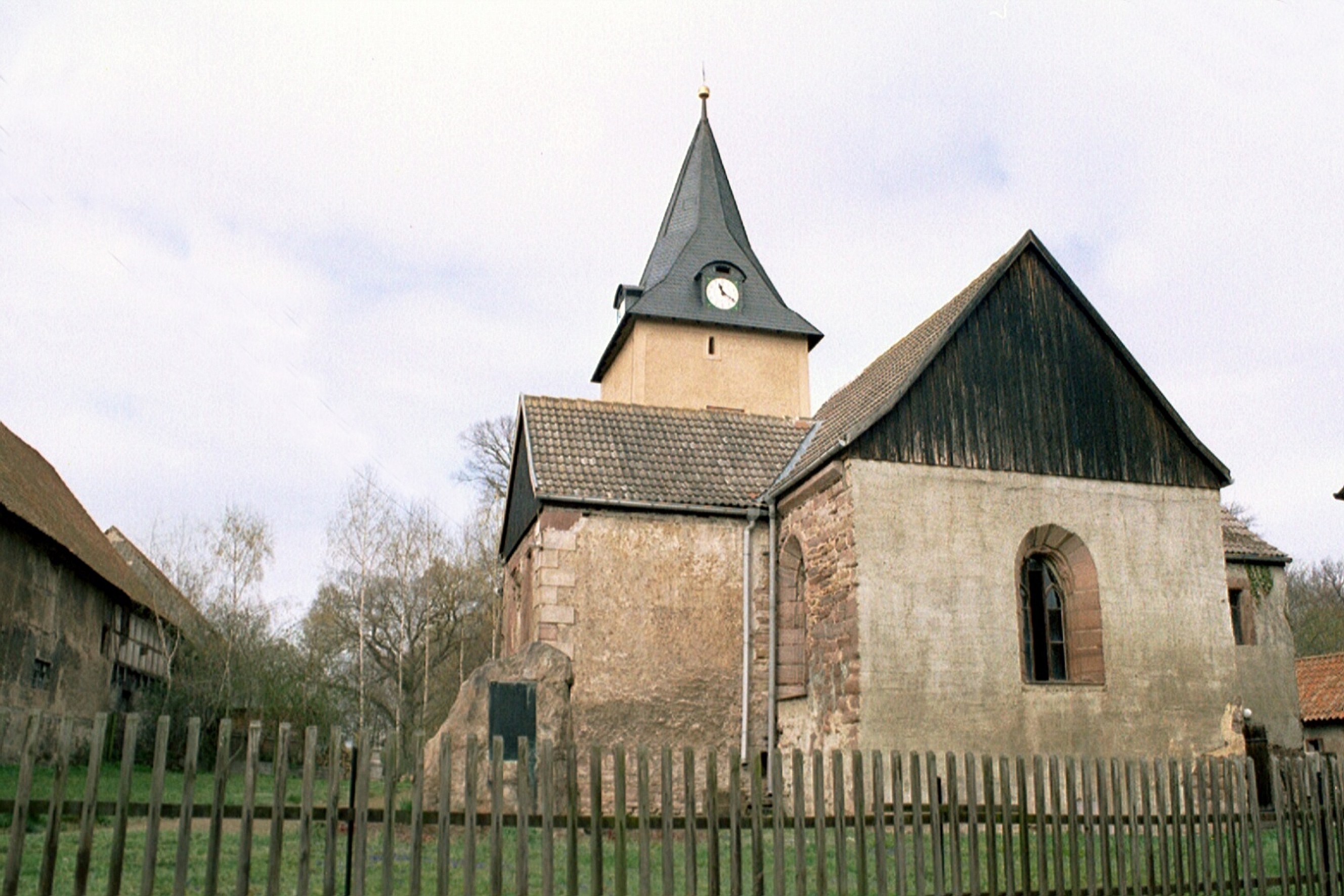
Die Kirche in Hackpfüffel

Die evangelische Dorfkirche St. Annen befindet sich in Hackpfüffel, einem Ortsteil der Gemeinde Brücken-Hackpfüffel im Landkreis Mansfeld-Südharz in Sachsen-Anhalt. Das seit dem Jahr 1984 teilweise ruinöse Gebäude steht unter Denkmalschutz und ist mit der Erfassungsnummer 094 81721 im Denkmalverzeichnis des Landes registriert.

## Beschreibung

### Gebäude
Die Saalkirche wurde aus Bruchsteinen errichtet. Von einem Vorgängerbau aus dem 12. oder frühen 13. Jahrhundert stammen der ehemals zum Schiff hin geöffnete Westturm und die Umfassungsmauern des Schiffs. Die rundbogigen Schallöffnungen am Turm stammen aus einer Erneuerung im Jahr 1824. Im südlichen Teil des Schiffs befand sich ein heute zugesetztes Spitzbogenportal, im nördlichen Teil befinden sich spitzbogige Fenster. Der von barocken Anbauten flankierte Rechteckchor ist spätgotisch, das Maßwerk der Fenster wurde ausgebrochen.

### Innenraum und Ausstattung
Im abgetrennten Chor der Kirche befindet sich ein hölzerner Kanzelaltar mit einer von Pilastern flankierten Schauwand und seitlichen Durchgängen, welcher vermutlich aus der Mitte des 18. Jahrhunderts stammt. Eine spitzbogige Sakramentsnische befindet sich in der Ostwand des Chors. Die Sandsteintaufe der Kirche besitzt eine achteckige Kuppa. Zur ursprünglichen Ausstattung gehörten ein jetzt in der Kirche Wallhausen befindlicher Schnitzaltar sowie ein überlebensgroßer spätgotischer Holzkruzifixus, welcher im Schlossmuseum in Allstedt zu sehen ist.